# La máquina de escribir

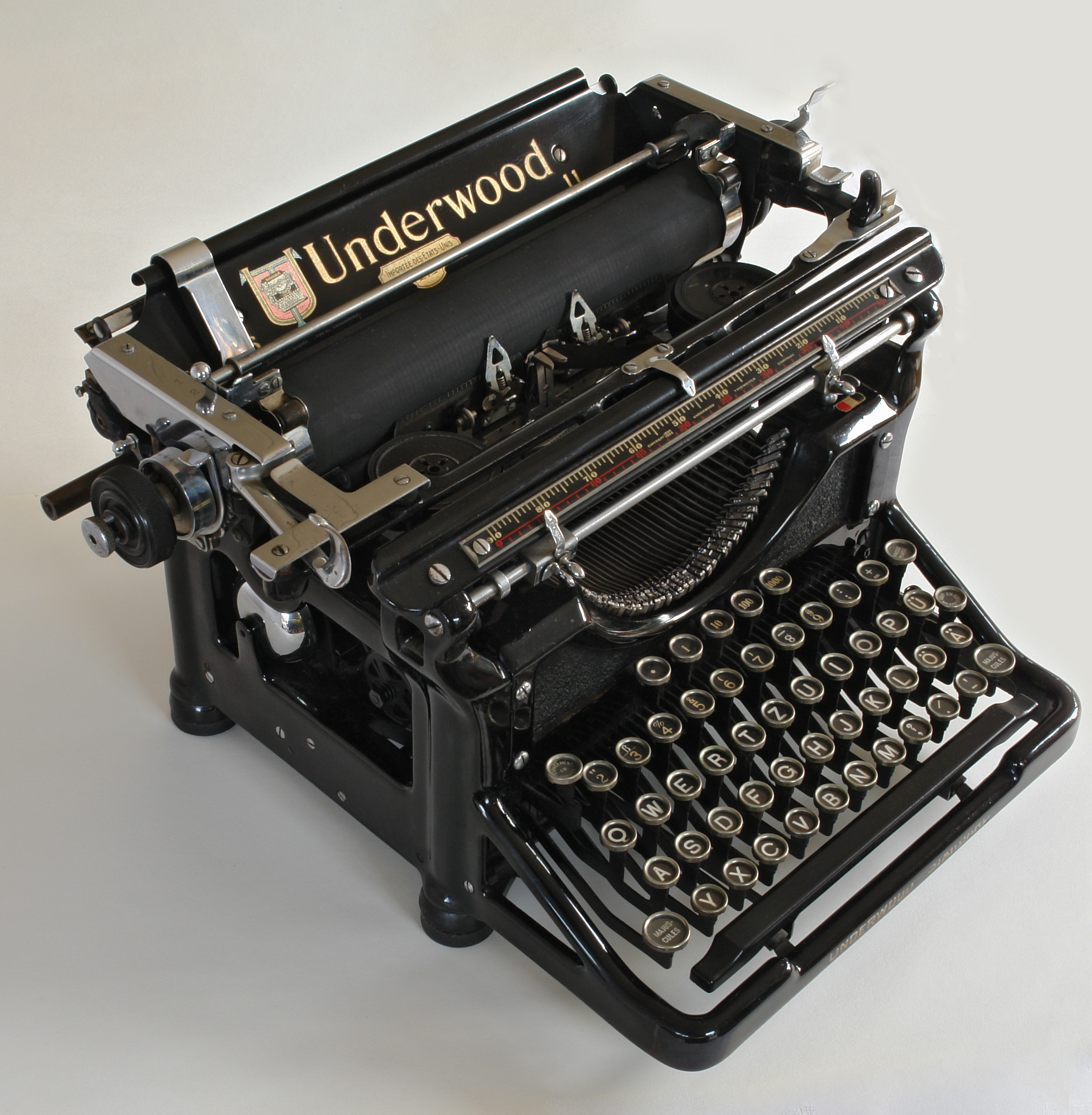
máquina de escribir

La máquina de escribir es una pieza instrumental compuesta por Leroy Anderson en 1950.
Su nombre se refiere al hecho de que para su interpretación se requiere una máquina de escribir, que se utiliza en el escenario: las pulsaciones de las teclas, su campana y el mecanismo de retorno de carro son un componente importante de la pieza, aunque Anderson demostró que una calabaza musical podía utilizarse en lugar del retorno de carro. La máquina de escribir está modificada de forma que solo funcionan dos teclas; aunque muchos oyentes sospechan que se contrataron estenógrafos para «tocar» la máquina de escribir, Anderson dijo que sólo un baterista profesional tiene la suficiente flexibilidad en la muñeca.
Ha sido considerada una de las «piezas más ocurrentes e inteligentes del repertorio orquestal».